# Bauru (sandwich)

Le bauru est un sandwich brésilien. 

## Recette
La recette traditionnelle fait appel au fromage, habituellement de la mozzarella fondue au bain-marie, des tranches de rosbif, de la tomate et des pickles de cornichons, dans un petit pain français, dont la mie centrale est enlevée.

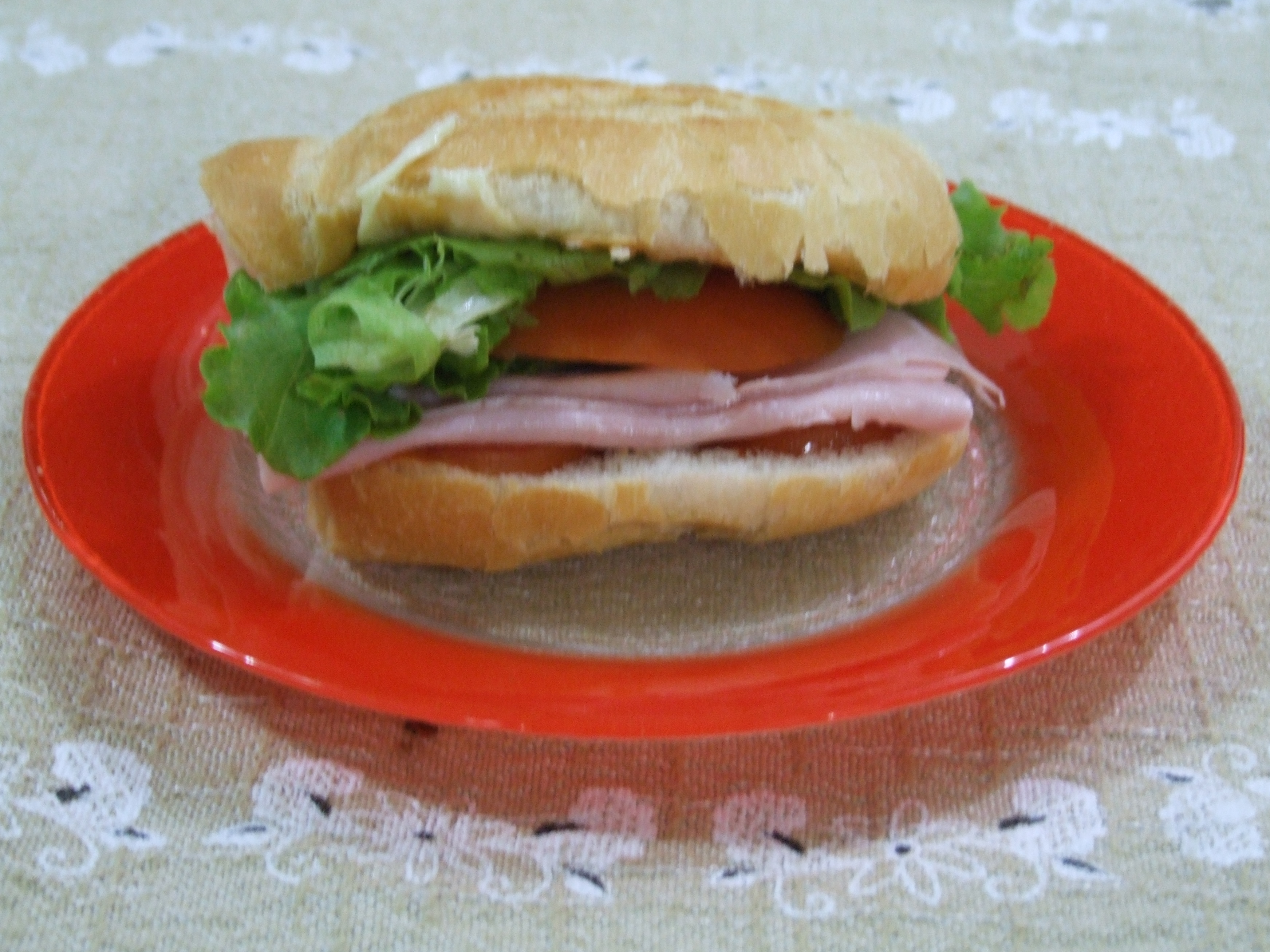
La version portugaise du sandwich bauru.

## Histoire

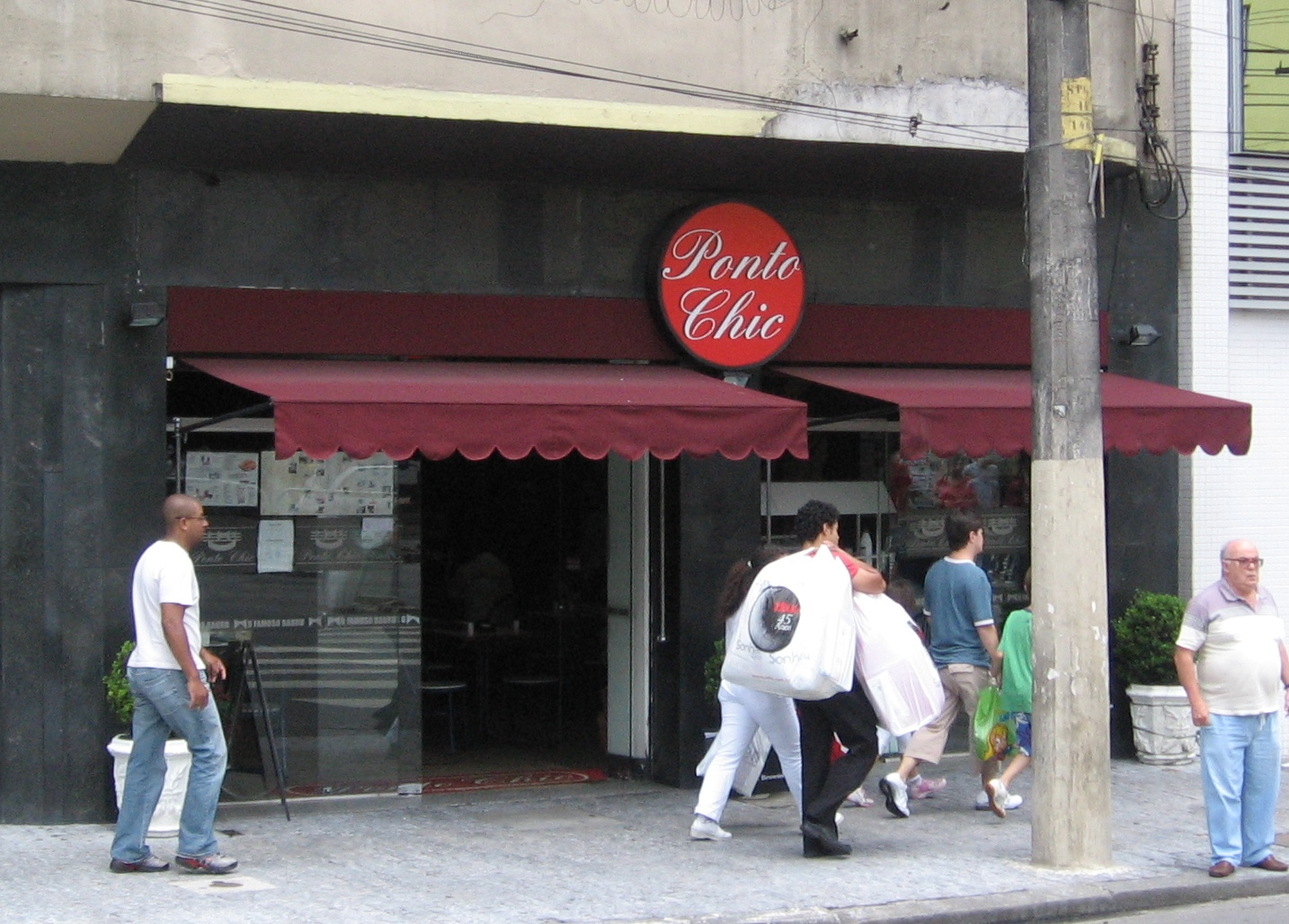
Ponto Chic, lieu de naissance du bauru.

L'histoire du bauru est assez bien documentée. En 1934, un étudiant de la Faculté de droit de l'université de São Paulo, Casemiro Pinto Neto, appelé « Bauru », car il venait de la ville du même nom, Bauru, de l'État de São Paulo, est entré au Ponto Chic, un restaurant traditionnel et un lieu de prédilection pour les étudiants. Il demande au cuisinier de lui préparer un sandwich selon ses spécifications.
Le sandwich bauru fut un succès immédiat et devint le plat le plus vendu du restaurant.
De nombreux autres restaurants proposent depuis des sandwiches baptisés bauru, avec différentes combinaisons, par exemple en utilisant du jambon en tranche au lieu du rosbif ou du pain en tranche au lieu de petit pain français. La ville de Bauru a nommé ce sandwich traditionnel comme le sandwich officiel de la ville, codifiant la recette dans une loi de la ville et instituant un programme de certification.